# プエルトリコ

プエルトリコ自治連邦区
Estado Libre Asociado de Puerto Rico
Commonwealth of Puerto Rico

地域の標語：ラテン語: Joannes Est Nomen Ejus
スペイン語: Juan es su nombre
英語: John is his name
ヨハネは彼の名
地域の歌：ボリンケンの歌
La Borinqueña（スペイン語）

プエルトリコ自治連邦区（プエルトリコじちれんぽうく、西: Estado Libre Asociado de Puerto Rico、英: Commonwealth of Puerto Rico）、通称プエルトリコ（Puerto Rico）は、カリブ海北東に位置するアメリカ合衆国の自治的・未編入領域であり、コモンウェルスという政治的地位にある。プエルトリコ本島、ビエケス島、クレブラ島、ドミニカ共和国との間のモナ海峡にあるモナ島などから構成される。ヴァージン海峡を隔てて東にヴァージン諸島が、モナ海峡を隔てて西にドミニカ共和国が存在する。主都はサン・フアン。

## 国名
自主憲法によるスペイン語名称は、Estado Libre Asociado de Puerto Rico（エスタード・リーブレ・アソシアード・デ・プエルト・リーコ）。通称 Puerto Rico。
日本語の表記は、プエルトリコ、プエルト・リコ、プエルト・リーコなど。漢字では波多黎各と表記される。
スペイン語でプエルトは「港」、リコは「豊かな」を意味し、プエルト・リコは「豊かな港、美しい港」の意である。ヨーロッパ人の到来以前は、この島は先住民のタイノ族によってボリケン (Borikén、Boriquén)、またはボリンケン (Borinquen) と呼ばれていた（ボリンケンとは「勇敢なる君主の国」を意味する）。現在のプエルトリコの名称は、一説にクリストバル・コロン（クリストファー・コロンブス）がサン・フアンに入港したときに¡Qué Puerto Rico!（なんと美しい港か！）と叫んだことに由来するといわれている。米西戦争後、アメリカに併合されてからはポルト・リコ (Port Rico, Rich Port) と地名表記も英語化されてきたが、プエルトリコ人の感情に配慮して1932年に英語でもプエルト・リコ (Puerto Rico) と表記されるようになった。

## 歴史

### 先コロンブス期
ヨーロッパ人の到達以前のプエルト・リコは南アメリカのギアナ地方から海を渡ってカリブ海周辺の島々で生活していたアラワク族系のタイノ人が居住しており、島はボリンケンと呼ばれていた。

### スペイン植民地時代
1493年11月19日のクリストバル・コロンによる到着以来、スペインやアメリカをはじめとするヨーロッパ人によって開発が続けられ現在に至る。当初、プエルトリコ島は「聖ヨハネ（サンフアン）島」と呼ばれており、プエルト・リコ（豊かな港の意）とはサン・フアン市街のみを指していた。しかし、やがて商人や島を訪れる人々は島そのものをプエルトリコ島と呼ぶようになり、一方でサン・フアンは港と首都を指すようになった。
プエルトリコの本格的な征服は、コロンによる発見から15年の経過した1508年にスペインから総督としてやってきたフアン・ポンセ・デ・レオンらのコンキスタドールによってなされた。3万人ほどいたといわれているタイノ人は征服され、プエルトリコへの本格的な入植がはじまった。ポンセは島を「サン・フアン・プエルト・リコ」と呼んだ。最初の入植地はサン・フアン港の近くにあるカパラに造られたが、1521年にサン・フアン・ビエホ（オールド・サン・フアン）に移された。
プエルトリコ総督領（1582年 - 1898年）

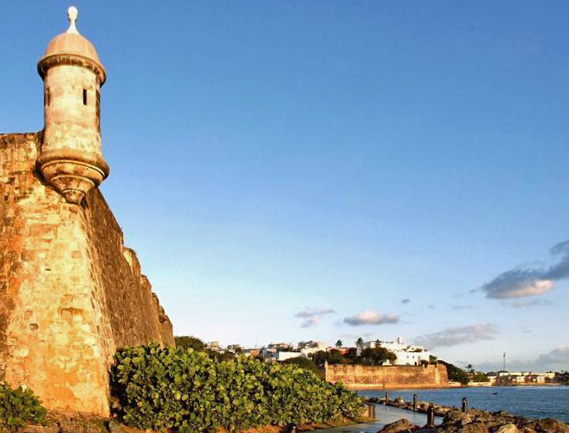
モーロ要塞

スペイン人はインディヘナや黒人奴隷を使って金を採掘したが、1570年代に金が掘りつくされると以降はラテンアメリカでも珍しい定住型の農業植民地となり、この時期には生姜が輸出されるようになった。また同時にスペインにとって、インディアスの植民地を防衛するための重要な拠点となったこの島は、ハバナやカルタヘナ・デ・インディアス、サント・ドミンゴと同様に16世紀後半からヌエバ・エスパーニャ副王領からの収益で要塞化され、モーロ要塞の建設が開始された。
16世紀から18世紀にはイギリスやオランダの海賊の攻撃を何度か受けたが、フランシス・ドレーク卿が撃退されたのをはじめとして、海賊の襲撃は失敗に終わり、プエルトリコは一貫してスペインの植民地だった。1797年のイギリスによる攻撃を最後に以降100年近く平和の時期が訪れる。
スペイン・ボルボン朝のフェルナンド7世がフランス帝国のナポレオン・ボナパルトによって退位させられたことをきっかけに1808年に勃発したスペイン独立戦争は、ラテンアメリカ大陸部のクリオージョに自治、独立の意識を芽生えさせ、ベネズエラのシモン・ボリーバル、アルゼンチン（当時はリオ・デ・ラ・プラタ連合州）のホセ・デ・サン＝マルティン、メキシコのミゲル・イダルゴらがスペインからの解放戦争を進めたが、フランス領サン＝ドマングでのハイチ革命の際には黒人奴隷の蜂起によって白人支配が崩壊したこと、ラテンアメリカ各地からの王党派の難民が多く亡命してきたことなどにより、スペイン帝国最後のインディアス植民地となったキューバとプエルトリコではクリオージョによる独立運動は発生しなかった。
プエルト・リコでは19世紀に入るまで小農民による自給自足的な経済が営まれ、スペインによる植民地支配も相対的に緩やかなものだったが、こうして流入した難民によって1833年には人口33万人を数えた。スペイン政府によってキューバと同様に、奴隷解放によって砂糖供給から没落したサン＝ドマングに代わるためのサトウキビのプランテーションが奨励されたが、キューバに比べて資本集積の度合いが低かったために効率的なプランテーション形成が進まず、結果として国際競争力を確保できなかったため、キューバやペルーやブラジルの砂糖に押されて砂糖生産は停滞し、代わりに島中央部の山間部で小農によって行われたコーヒーが主要輸出商品となった。このため、キューバやブラジルと同様に黒人奴隷制度は維持されたものの、プエルト・リコでは砂糖プランテーションが発達しなかったために黒人奴隷の大規模な導入には繋がらなかった。
19世紀後半になると、同様にスペインの植民地だったキューバと連動した独立運動が起こり、1868年には山間部で最初のラーレス独立蜂起が勃発した。スペイン当局は1873年には奴隷制を廃止したものの、もはやプエルトリコ人の独立への願いを止めることはできなかった。
自治政府（1898年 - 1900年）

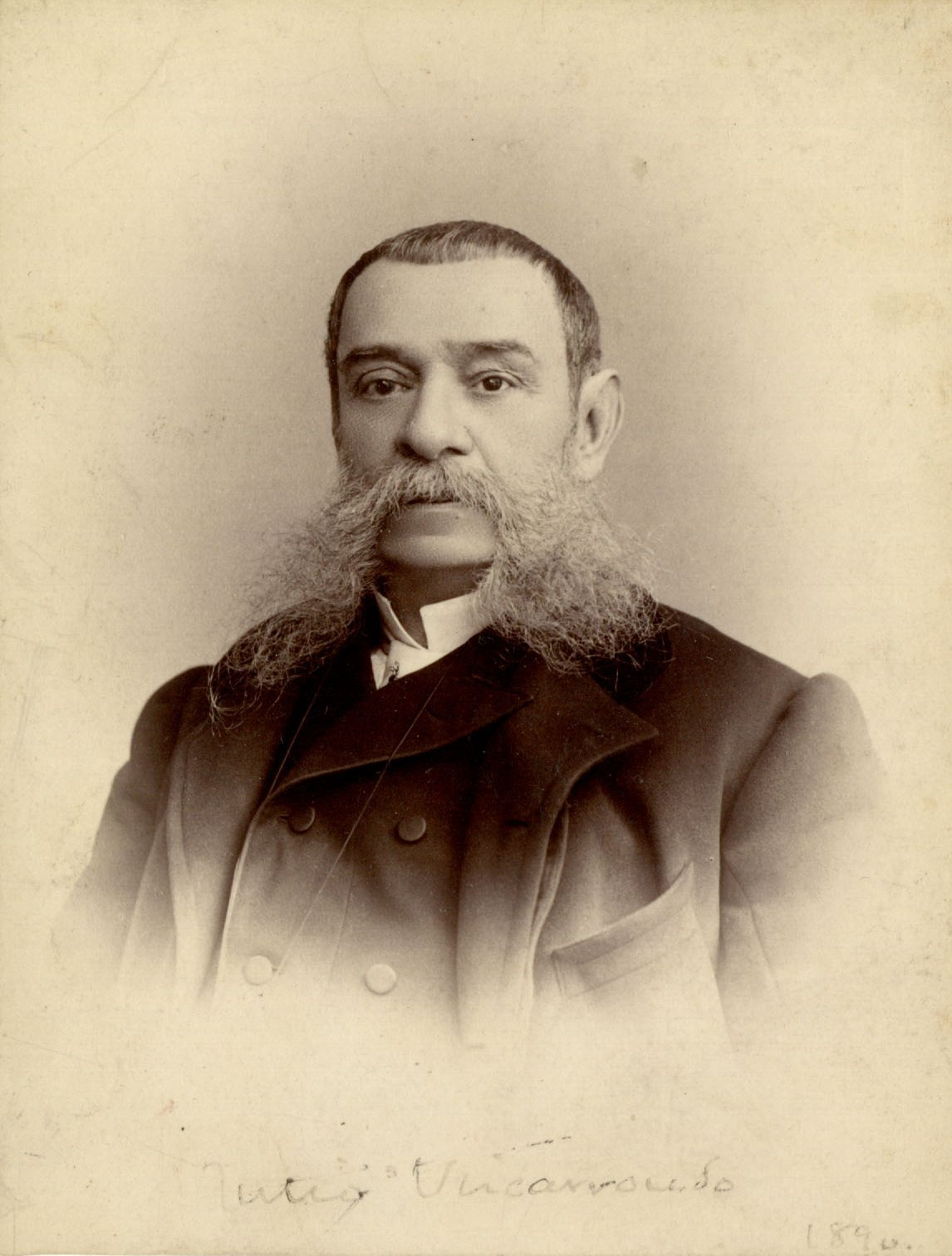
自治主義者フリオ・ビスカロンド

やがて第二次キューバ独立戦争がはじまると、プエルトリコでも反乱が起き、焦ったスペイン当局により、1897年にプエルト・リコ側とスペイン側の合意によって自治が認められ、1898年3月に自治政府が成立するが、同年4月にハバナで起きた戦艦メイン号の謎の爆沈事件により勃発した米西戦争で8月にはアメリカ軍に占領され、戦後にスペインからアメリカに割譲され、戦争終結のパリ条約によりアメリカ合衆国の領土となった。
アメリカ合衆国領時代（1900年 - ）
戦後、パリ条約によって完全にアメリカ合衆国の領土となったプエルト・リコでは、フォラカー法によって1900年7月にプエルト・リコ民政府が成立し、1898年3月に生まれた自治政府は解体された。キューバは1901年に合衆国の傀儡政権の下の独立が認められたが、プエルト・リコは知事を合衆国大統領が任命する直轄領となった。このため、プエルト・リコでは主権を求める完全独立派、アメリカ合衆国を構成する一州への州昇格派、現状のまま自治権の拡大を求める自治権拡大派の、現在まで続く三大政治潮流が生まれた。
スペインから譲渡された後にはアメリカ合衆国の企業が進出した。1917年に制定されたジョーンズ＝シャフロス法によって島民はアメリカ国民としての市民権を得たが、合衆国大統領選挙への選挙権は与えられなかった。また、市民権を得たがために所得税を免除されたものの、徴兵の対象となり、第一次世界大戦では二万人のプエルトリコ人が徴兵され、アメリカ軍の兵士として戦った。
ムニョス・マリンの時代（1941年 - 1965年）
1930年代には自治権拡大派が勢力を拡大し、自治拡大派のルイス・ムニョス・マリンは1938年にプエルトリコ人民民主党を結成した。ムニョスは1940年の上下院選挙で勝利した。1946年にムニョスは人民民主党の綱領から完全独立を除外したため、党内の独立派がプエルトリコ独立党を結成した。1948年では初めて知事の直接選挙が行われ、人民民主党のムニョスが知事に選出された。
その後プエルトリコでは独立運動が激化した。反乱は国民党指導者ペドロ・アルビス・カンポスの指揮のもと1950年10月30日に始まり、島内のさまざまな町で蜂起や反乱事件が続いた。ウトゥアドでは暴徒が虐殺、ハユヤでは一度「プエルトリコ自由共和国」が宣言されたが、その後米国が軍隊を派遣し終局した。サンフアンでは国民党員がラ・フォルタレサ（知事官邸）でプエルトリコ知事のルイス・ムニョス・マリンの暗殺を企てたが失敗に終わった。これらの一連の反乱によって、28名が死亡し、49名が負傷した。
独立を求めた反乱の動きは島内に限らなかった。1950年11月1日、2名の国民党員がワシントンD.C.のブレアハウスを襲撃し、トルーマン米国大統領の暗殺を企てたが未遂に終わった。プエルトリコ国民党による最後の大きな事件は1954年3月1日に起こった。4名の国民党員がアメリカ合衆国下院を攻撃し、プエルトリコの植民地的状況に対して世界的な注目を集めた。
事態を重く見た連邦政府は1952年にはアメリカのコモンウェルスとして内政自治権を付与した。ムニョス知事は合衆国資本を誘致し、工業化が進められたが、それでも満足な雇用が確保できなかったため、多くの農村人口がニューヨークなどの、アメリカ合衆国の大都市に移住した。

### 二大政党制
1967年に州昇格派によってプエルトリコ新進歩党が結成され、1968年の選挙では新進歩党が勝利し、自治拡大派の人民民主党との二大政党制が誕生した。1970年代に福祉制度の拡大が進み、プエルトリコ住民は連邦の社会福祉を生活の糧とするようになった。1998年にアメリカ合衆国の51番目の州昇格を巡る住民投票が行われたが、否決された。
2000年11月の知事選挙では、人民民主党のシーラ・カルデロンが当選し、初の女性知事が誕生した。2004年の知事選挙では、人民民主党のアニーバル・アセベド・ビラが知事に就任した。2009年3月3日、知事は財政破綻を宣言し、自治領政府の公務員の約1割に当たる3万人以上を削減するとの方針を発表した。
2012年11月にプエルトリコの地位変更を巡る住民投票が行われ、州昇格の票が多数を占めた。ただ、実際に州昇格に至るには合衆国議会の審議が必要となるなど多くのハードルが残っている。2015年8月3日、自治政府が支払期限を迎えた債務約5800万ドルのうち62万8000ドルしか支払いができなかったため、ムーディーズにより、債務不履行 (デフォルト)に認定された。債務総額は約730億ドル。
2017年5月3日、連邦地裁に破産申請を行った。債務は700億ドルで、今後は裁判所の管理下で債務整理を進めることになる。同年6月11日、州昇格を問う住民投票が行われ、州昇格支持が97％を獲得したが、昇格反対派野党による投票ボイコットの呼びかけもあり、投票率は23％に留まった。同年9月には、ハリケーン・マリアで大波や暴風雨で大規模な被害を受けた。

## 政治
現在のプエルトリコはコモンウェルス（英: commonwealth、米国自治連邦区）という特別な立場にあり、住民はアメリカ国籍を保有するものの、合衆国連邦税（所得税）の納税義務はなく、大統領選挙の投票権もない。
合衆国下院に本会議での採決権を持たない代表者（Resident Commissioner、任期4年）を1人送り出すことが認められている。

### 行政
行政権は知事が有し、知事は普通選挙によって選出され、任期は4年。再選規定は存在しない。立法権は両院制の立法議会が有し、上院の定数は28人、下院の定数は51人である。

### 政党
自治拡大派のプエルトリコ人民民主党と州昇格派のプエルトリコ新進歩党の二大政党制が確立されている。その他にも現在のような植民地的地位からの独立を目指すプエルトリコ独立党などの独立指向の政党が存在し、ガブリエル・ガルシア＝マルケスやエドゥアルド・ガレアーノらをはじめとするラテンアメリカの知識人によるプエルトリコ独立運動を支持する声があるが、機運は高まっていないのが現状である。

### 軍事
プエルトリコは独自の軍事組織を持たないが、多数の米軍基地が立地しているほか、他のアメリカの50州およびコロンビア特別行政区と同様に州兵部隊も保有する。

### 法律
現在、プエルトリコにおいては死刑制度は廃止されている。

## 地理

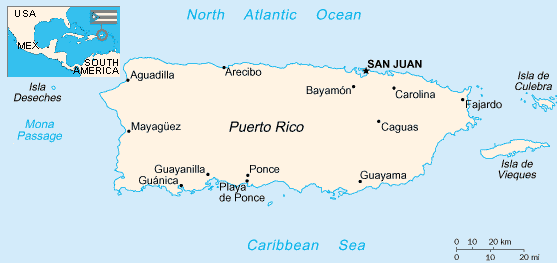
プエルトリコの地図

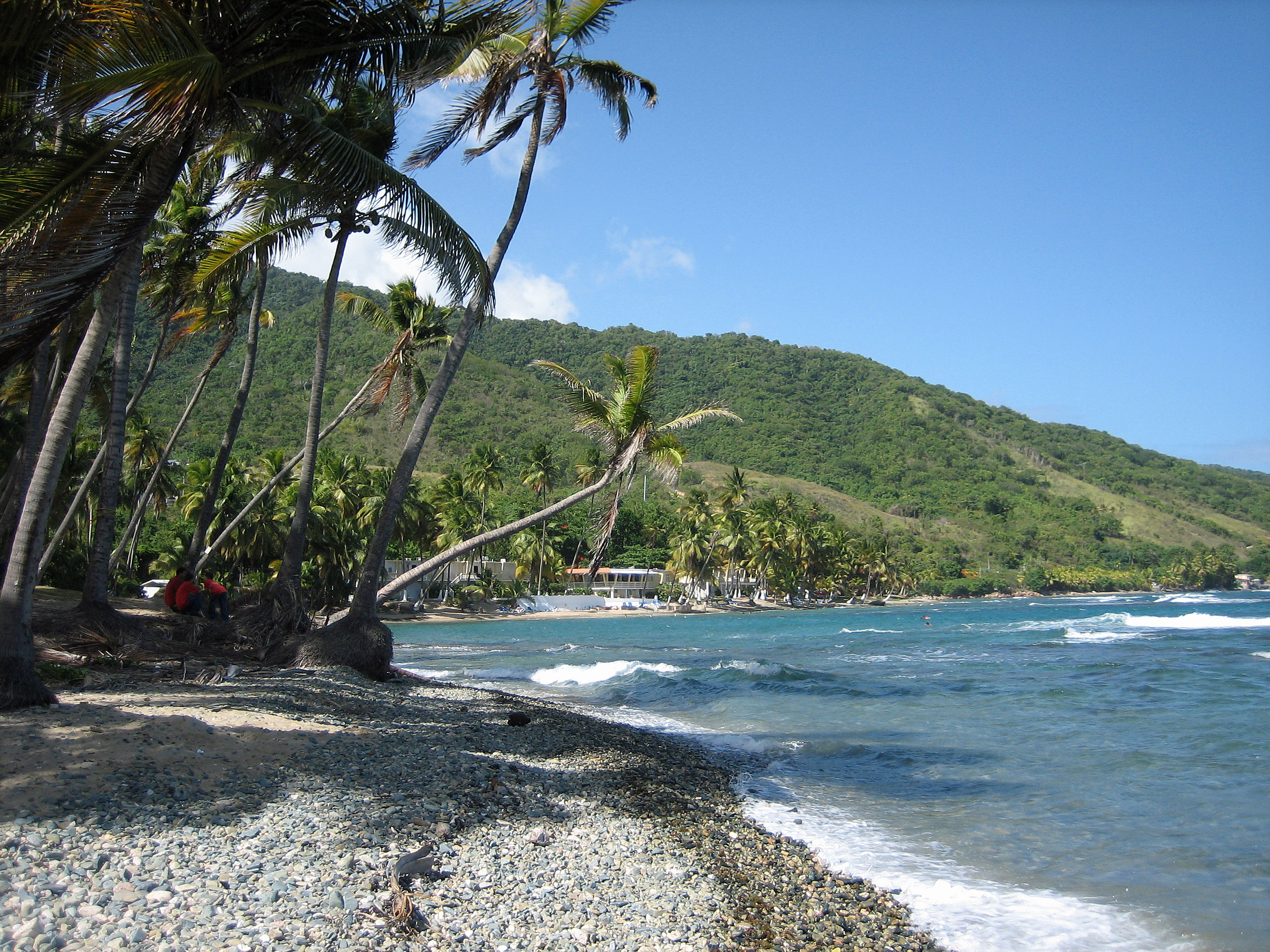
海岸

プエルトリコ島は大アンティル諸島の最東端に位置し、西はモナ海峡を越えてドミニカ共和国、東のヴァージン海峡を越えてヴァージン諸島が存在する。大アンティル諸島の中では比較的小さな島であるが、それでも9,104Km2の大きな面積を持つ（四国の半分程度）。火山島であり、川が多い。国内最高峰のセロ・デ・プンタ山 (1,338m) をはじめとする1,000m級の山脈があり、中央山脈によって分割されている。島の3/4が山岳地帯である。ビエケス島、クレブラ島、モナ島、モニート島、デセチュオ島などのプエルトリコ本島の周囲にある小島も含む。ビエケス島とクレブラ島はヴァージン諸島のすぐ近くということもあって、スパニッシュ・ヴァージン諸島などと呼ばれている。北部は雨が多く、熱帯雨林が形成されており、南部は乾燥し、サバナが形成されている。
亜熱帯に属し、平均気温は25.4℃ほどの過ごしやすい気候である。8月から10月はしばしばハリケーンが襲来し、多大な被害をもたらす。

## 行政区分
主要な都市としては、サンフアン、バヤモン、カロリーナ、カグアス、アレシボ、ポンセ、マヤグェスなどが挙げられる。

## 経済

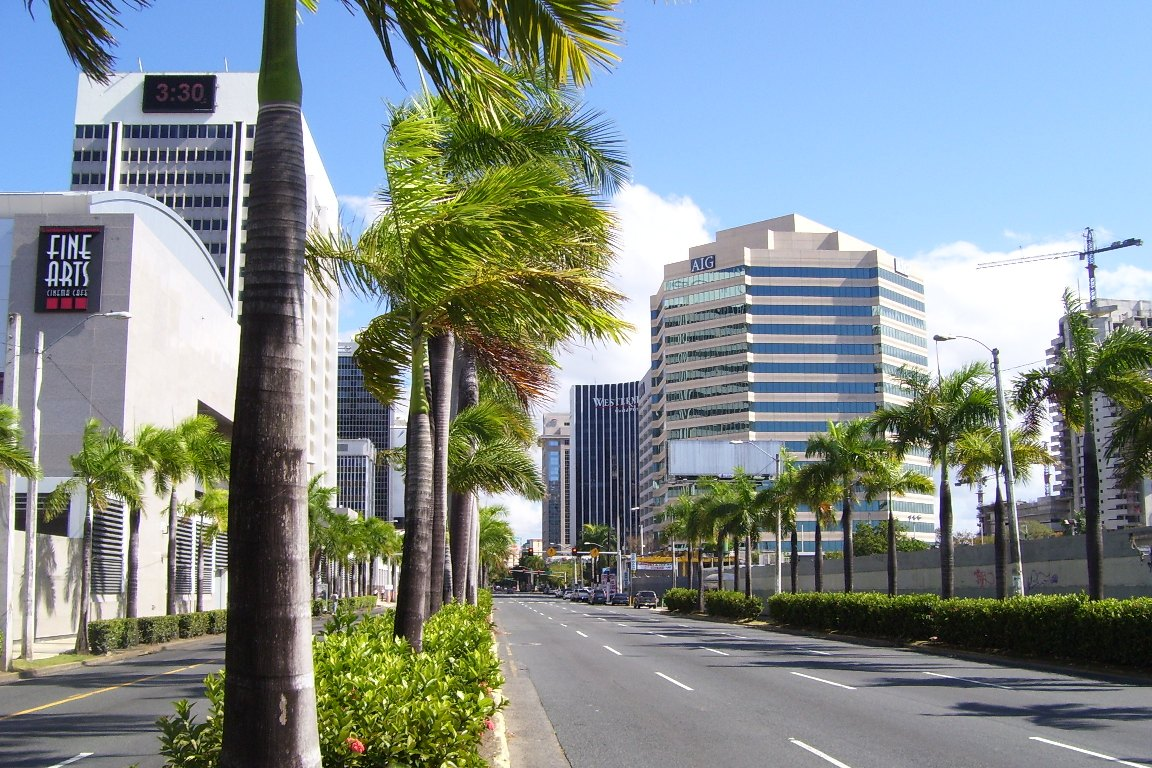
中心街

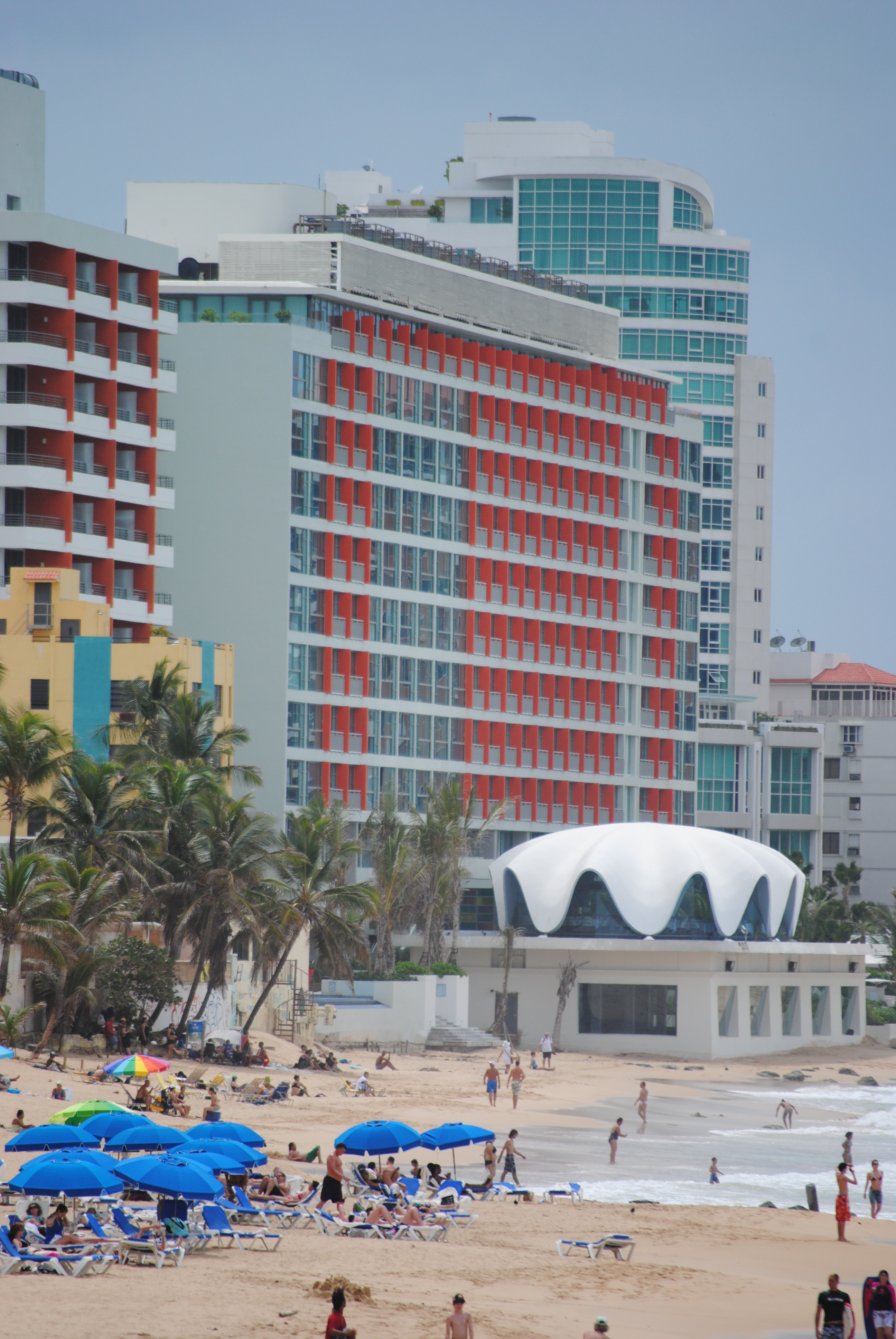
コンダード海岸のホテル

ラム酒生産、観光、製薬、農漁業などが主な収入源である。特に観光業の占める割合は大きく、アメリカ合衆国に移住したプエルトリカンの送金も大きな収入源である。また、製薬は、米国に属領法人優遇税制があるため、米国製薬会社が節税のためにプエルトリコを利用していた。
2017年5月3日、連邦地裁に破産申請を行った。債務は700億ドルで、今後は裁判所の管理下で債務整理を進めることになる。
社会的インフラ、特に電力供給に関しては質が不十分であり、しばしば停電が発生する。2021年にプエルトリコ電力公社からLUNAエナジーに電力供給業務が引き継がれたが、移管した当年度に変電所の火災で大規模な停電が発生。2024年にも地下の送電線網の障害で大規模な停電が発生している。

### 観光
主都はサンフアン。その他に、ビーチの綺麗なコンダド、著名美術館のあるポンセ、巨大原始林があるエル・ユンケ、そして世界最大の天文台の所在地として有名なアレシボ（アレシボ天文台）等がある。

## 交通

プエルトリコ島内の州間高速道路

プエルトリコの各都市および町を連絡する一般道や高速道路は、アメリカ合衆国運輸省傘下の高速道路・運輸局が管理し、プエルトリコ警察がパトロールにあたっている。サンフアン大都市圏には、公営バスとトレン・ウルバノ（都市鉄道）と呼ばれる地下鉄が運行されている。
航空では、カロリーナのルイス・ムニョス・マリン国際空港、ポンセのメルセディータ国際空港、アグアディヤのラファエル・エルナンデス国際空港の3つの国際空港がある。このうち、ルイス・ムニョス・マリン国際空港は、カリブ海地域最大のハブ空港となっている。
海上輸送では、プエルトリコ本島の各都市に9つの港湾がある。そのうちサンフアン港が最大の港湾で、商業活動・貨物取扱量それぞれでカリブ海地域最大、全米で10番目の規模を有している。島内第二の港湾はポンセのアメリカス港で、年間150万TEUの貨物を取り扱えるよう、拡張計画が進行中である。

## 国民
人種構成（2020年国勢調査）:

### 人口
2000年に367万人だった人口は、経済不振の影響や2017年に起きたハリケーン・マリアの被害を受け、2022年現在275万人以下にまで急速に減少している。そのため、アメリカ本土に住むプエルトリコ人（約580万人）が、プエルトリコの人口を超える状態となっている。

### 民族
島の住人はスペイン系をはじめとする白人からアフリカ系の黒人、タイノ系インディヘナ、そして最近増えつつある中国人（華僑）まで、ありとあらゆる肌の色が共存している。早くから異人種間の結婚が認められてきたため、混血が進んでいる。
プエルトリコ住民は、アメリカ合衆国のパスポートを所持し、アメリカドルを使い、米国市民としての意識も高い。

### 言語
言語構成（2019年国勢調査）
地域の体制にはアメリカ合衆国の影響を大きく受けるが、島の住人の大多数は公用語の一つである英語はほとんど使わず、スペイン語しか話さない。メディアを含め日常生活ではスペイン語が使われている。そのため文化的にはスペイン語圏の中南米諸国とのつながりが非常に深い。

### 宗教
プエルトリコでは、キリスト教が主流である。（カトリック教会とプロテスタント）

### 福祉
貧富の差が激しく、島民の多くは政府提供の低所得者向け団地に住む。しかし、アメリカ領土として唯一ユニバーサルヘルスケア制度を持ち、島民たちは無償で医療サービスを受けられる。そのためにフランス領マルティニークやグアドループと同様に福祉植民地とも呼ばれている。

### 教育
2002年の推計によれば、15歳以上の国民の識字率は94.1%である。
主な高等教育機関としては、プエルトリコ大学（1903年）などが挙げられる。

## 文化

### 食文化

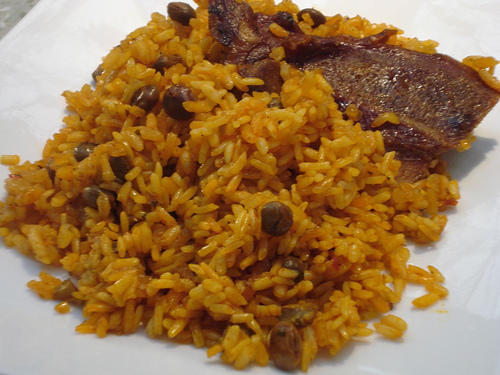
「プエルトリコの国民的料理」とされるアロス・コン・ガンドレス

プエルトリコ料理は欧州（スペイン）、アフリカ、先住民族であるタイノ族の料理の伝統と実践にそのルーツがある。主な料理としてモフォンゴ、アロス・コン・ガンドレス（豚肉とキマメの炊き込みご飯）、パステレス（ちまきに似る）、豚の丸焼きが挙げられる。飲み物には、マビやピーニャ・コラーダなどがある。甘味としてはフラン、アロス・コン・ドルチェ（甘いライスプディング）、ピラグア（シャーベット）、ブラソ・ヒターノス（ロールケーキ）、テンブレケ（ココナッツプディング）、ポルボロン、ドゥルセ・デ・レチェがある。

### 文学
コンストゥンブリスモによって生まれた詩人・マヌエル・アロンソの『エル・ヒバロ』は、プエルト・リコのクリオージョ文学の古典とされている。それ以後の代表的な作家としては、1976年の『マチョ・カマチャのグアラチャ』などで知られる、ルイス・ラファエル・サンチェスが挙げられる。

### 絵画
代表的な画家としては、19世紀後半にセザンヌの影響を受けたフランシスコ・オジェールと彼の代表作『通夜』が、20世紀においてはラファエル・トゥフィーニョが挙げられる。

### 音楽
キューバ、中央アメリカ、コロンビア、ベネズエラ、ドミニカ共和国、エクアドル、ペルーなどのラテンアメリカ諸国で広い人気を持つサルサはニューヨークに移住したプエルト・リコ人のテゴ・カルデロンが、キューバ音楽の伝統を受け継いで1970年代後半にニューヨークで完成させた音楽である。1980年代にパナマで生まれたスパニッシュ・レゲエが、1990年代にヒップホップやボンバなどの影響を受けて成立したレゲトンもプエルト・リコの音楽である。

### 世界遺産

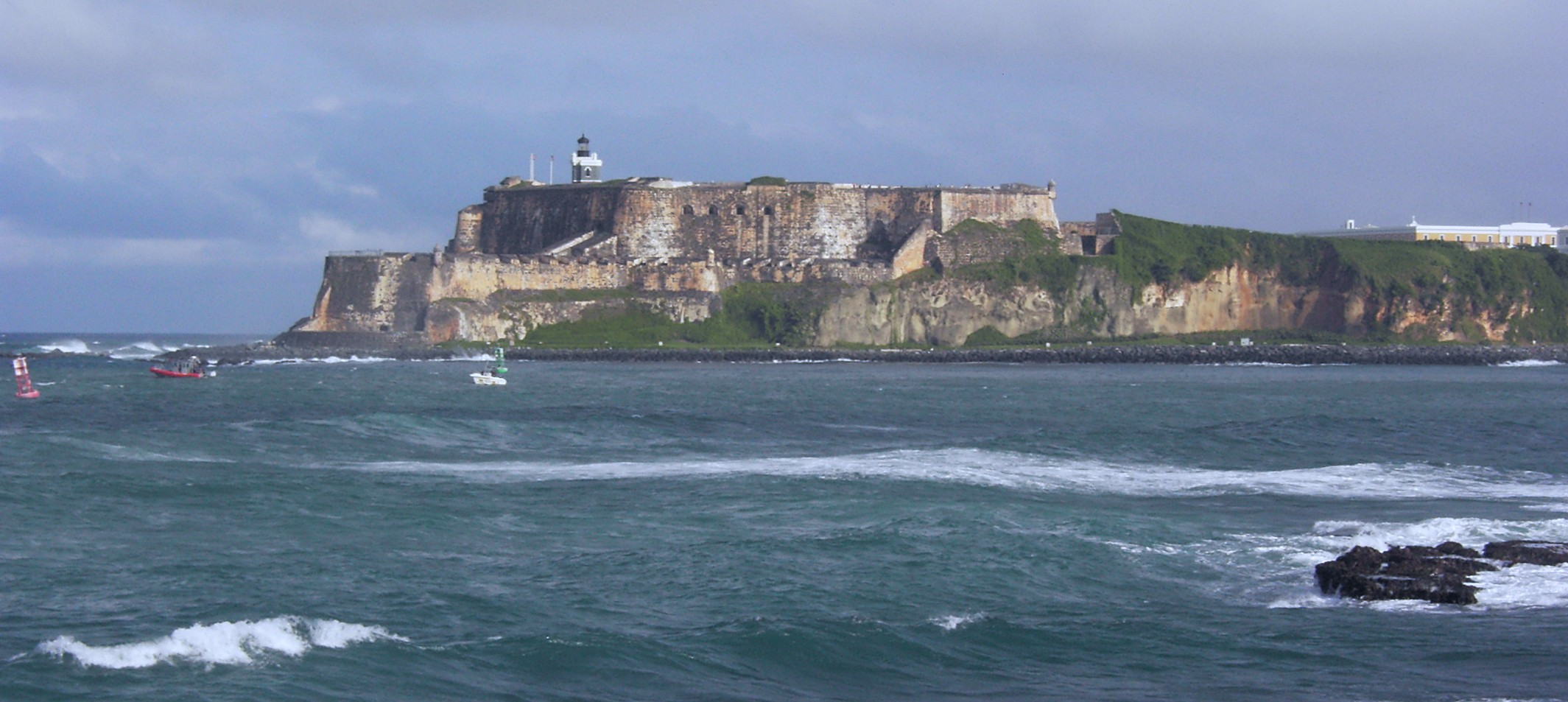
ラ・フォルタレサとサン・フアン歴史地区（1983年、文化遺産）

プエルトリコには、ユネスコの世界遺産リストに登録された文化遺産が1件ある（詳細は、ラ・フォルタレサとサン・フアン歴史地区を参照）。

### 祝祭日
| 日付          | 日本語表記                             | スペイン語表記                                                        | 備考 |
| ------------- | -------------------------------------- | --------------------------------------------------------------------- | ---- |
| 1月1日        | 元日                                   | Día de Año Nuevo                                                      |      |
| 1月6日        | 公現祭                                 | Día de Reyes                                                          |      |
| 1月11日       | エウヘニオ・マリア・デ・オストス誕生日 | Natalicio de Eugenio María de Hostos                                  |      |
| 2月第3日曜日  | 大統領の日                             | Día de los Presidentes Natalicio de Washington                        | ※    |
| 3月22日       | 奴隷解放の日                           | Día de la Abolición de Esclavitud                                     |      |
| 復活祭の2日前 | 聖金曜日                               | Viernes Santo                                                         |      |
| 4月16日       | ホセ・ディエゴ誕生日                   | Natalicio de José de Diego                                            |      |
| 5月最終月曜日 | 戦没将兵追悼記念日                     | Recordación de los Muertos de la Guerra                               | ※    |
| 7月4日        | アメリカ独立記念日                     | Día de la Independencia de los Estados Unidos Día de la Independencia | ※    |
| 7月15日       | ルイス・ムニョス・リベラ誕生日         | Natalicio de Don Luis Muñoz Rivera                                    |      |
| 7月25日       | 憲法記念日                             | Constitución del Estado Libre Asociado de Puerto Rico                 |      |
| 7月27日       | ホセ・セルソ・バルボーサ誕生日         | Natalicio de Dr. José Celso Barbosa                                   |      |
| 9月第1月曜日  | 労働者の日                             | Día del Trabajo                                                       | ※    |
| 10月第2月曜日 | コロンブス・デー                       | Día de la Raza Descubrimiento de América                              | ※    |
| 11月11日      | 復員軍人の日                           | Día del Veterano Día del Armisticio                                   | ※    |
| 11月19日      | プエルト・リコ発見の日                 | Día del Descubrimiento de Puerto Rico                                 |      |
| 11月第4木曜日 | 感謝祭                                 | Acción de Gracias Día de Acción de Gracias                            | ※    |
| 12月24日      | クリスマス・イブ                       | Día de Noche Buena                                                    |      |
| 12月25日      | クリスマス                             | Día de Navidad Navidad Nacimiento del niñito Jesús Día del niño Jesús |      |
| 12月31日      | 大晦日                                 | Año Viejo                                                             |      |

## 著名な出身者
ボリクァ (Boricua) という言葉は、かつてスペイン人が入植する以前から住んでいる住民を意味していたが、現在ではプエルトリコ住民やプエルトリコ系もすべて含む。また、プエルトリコ系アメリカ人のうち、ニューヨーク近郊で育った人間は、ニューヨリカン (Newyorican) と呼ばれる。ボリクァもニューヨリカンも民俗的背景だけでなく、彼らの音楽や話すスペイン語訛りなど文化的背景も指す。
ミュージシャン

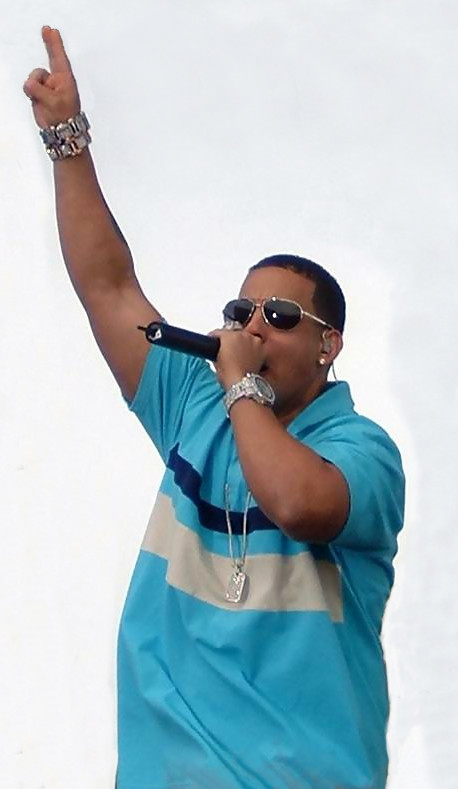
ダディー・ヤンキー

- バッド・バニー - 歌手・ラッパー。ラテン・トラップを牽引する存在。グラミー賞受賞。
- ホセ・フェリシアーノ - 歌手。ラテン音楽界の重鎮。日本を含む世界中で大ヒットを連発し、大人気を博した。
- リッキー・マーティン - 歌手。"The Cup Of Life"（1998 FIFAワールドカップフランス大会公式テーマ・ソング）、"Livin' La Vida Loca"等で有名。
- ダディー・ヤンキー - 歌手。レゲトンブームの旗手。"Gasolina"や"Rompe"がヒットした。
- lunay - 歌手。Bad Bunny, DADDY YANKEEとのコラボ曲"Soltera remix"がヒットした
- メヌード - 少年アイドル・グループ。1970年代後半,90年代に中南米スペイン語圏で爆発的な人気を誇った。モーニング娘。やAKB48のようにメンバーの入れ替えがあり、リッキー・マーティンも所属していた。最初期のボーイ・バンド（バックストリート・ボーイズやイン・シンク、O-タウンの先駆け的グループ）。
- ラファエル・エルナンデス - 作曲家。主な作品は「エル・クンバンチェロ」など。
- エルナンド・アビレス - 歌手・ギタリスト。トリオ・ロス・パンチョスで、結成の1944年から1951年まで第一ボーカルを務める。
- フリト・ロドリゲス - 歌手・ギタリスト。トリオ・ロス・パンチョスで、1952年から1956年まで第一ボーカルを務める。
- ジョニー・アルビノ - 歌手・ギタリスト。トリオ・ロス・パンチョスで、1956年から1966年まで第一ボーカルを務める。

ティト・プエンテ、マーク・アンソニー、ジェニファー・ロペス、エリック・エストラーダ、ファット・ジョーなどは、プエルトリコ人の親を持つニューヨリカンである。
- ロス・チコス - 少年アイドル・グループ。1980年代　アベマリアが有名。
- チャヤン - 歌手。ロス・チコスの元メンバー。サロメ、Tu pirata soy yo（あなたの海賊）などが有名。ロマンティックソングから、ラテンソングまで幅広いジャンルで活躍。
- ドン・オマール - 歌手。2003年発売の『最後のドン』は2005年前半までチャートイン、レゲトンではもっとも長いロング・セラーとなった。2011年公開のワイルド・スピード MEGA MAXの主題歌、"Danza Kuduro"が世界中で大ヒットとなった。

野球選手
プエルトリコは、同じカリブ海のドミニカ共和国と並び、野球選手の「名産地」としても知られる。メジャーリーガーや日本プロ野球の選手などの主なプエルトリコ出身者は次の通り。
- ロベルト・クレメンテ（現役中に飛行機事故により死去、殿堂入り）
- バーニー・ウィリアムス (NYY)
- ホルヘ・ポサダ (NYY)
- ハビアー・バスケス (ATL)
- マイク・ローウェル (BOS)
- アレックス・コーラ (NYM)
- ジョーイ・コーラ
- ハビアー・ロペス
- ルイス・マトス
- ホゼ・クルーズ（引退）
- ホゼ・クルーズ・ジュニア
- サンディー・アロマー・シニア（引退）
- サンディー・アロマー・ジュニア（引退）
- ロベルト・アロマー（引退、殿堂入り）
- ホゼ・バレンティン
- ハビアー・バレンティン (CIN)
- イバン・ロドリゲス (TEX)
- ホワン・ゴンザレス
- ベンジー・モリナ (SF)
- ホセ・モリーナ (NYY)
- アレックス・リオス（CWS、生まれはアラバマ州）
- エドガー・マルティネス（引退、生まれはニューヨーク）
- ジョエル・ピネイロ (STL)
- ラモン・カストロ (CWS)
- カルロス・ベルトラン (NYM)
- カルロス・デルガド (NYM)
- ウィル・コルデロ（引退）
- ホセ・ビドロ
- ヤディアー・モリーナ (STL)
- ラモン・バスケス
- ジオバニー・ソト (CHC)
- フランシスコ・リンドーア
- カルロス・コレア
- ネフタリ・ソト （横浜DeNAベイスターズ→千葉ロッテマリーンズ）
- アルト・ロペス（元東京オリオンズ→ロッテオリオンズ、元ヤクルトアトムズ）
- ジミー・ロザリオ（元ロッテオリオンズ、元クラウンライターライオンズ）
- フェリックス・ミヤーン（元横浜大洋ホエールズ）
- トミー・クルーズ（元日本ハムファイターズ）
- ヘクター・クルーズ（元読売ジャイアンツ）
- バンボ・リベラ（元近鉄バファローズ）
- カルロス・ポンセ（元横浜大洋ホエールズ）
- シクスト・レスカーノ（元横浜大洋ホエールズ）
- トニー・バナザード（元南海ホークス→福岡ダイエーホークス）
- ハーマン・リベラ（元近鉄バファローズ）
- カルメロ・マルティネス（元オリックス・ブルーウェーブ）
- ヘンリー・コトー（元読売ジャイアンツ）
- ルイス・アキーノ（元近鉄バファローズ）
- ラファエル・オレラーノ（元日本ハムファイターズ）
- レオ・ゴメス（元中日ドラゴンズ）
- メルビン・ニエベス（元福岡ダイエーホークス）
- オーランド・マルセド（元オリックス・ブルーウェーブ）
- イバン・クルーズ（元阪神タイガース、元中日ドラゴンズ）
- ペドロ・バルデス（元福岡ダイエーホークス）
- フェリペ・クレスポ（元読売ジャイアンツ）
- ボイ・ロドリゲス（元横浜ベイスターズ）
- ヘクター・メルカド（元福岡ダイエーホークス）
- ペドロ・フェリシアーノ（元福岡ソフトバンクホークス）
- ヒラム・ボカチカ（元埼玉西武ライオンズ）
- ディッキー・ゴンザレス（元ヤクルトスワローズ→東京ヤクルトスワローズ、元読売ジャイアンツ、千葉ロッテマリーンズ）
- ジオ・アルバラード（元広島東洋カープ、元横浜DeNAベイスターズ）
- オーランド・ロマン（元東京ヤクルトスワローズ）
- ケニス・バルガス  （元千葉ロッテマリーンズ）
- エンリケ・ヘルナンデス

バスケットボール選手
プエルトリコはバスケットボール大国の一つにも数えられ、アメリカ選手権ではアメリカに次ぎ、ブラジルと並ぶ3度の優勝を誇っている。そのためか、NBAで活躍する選手も多い。
- アルフレッド・リー（英語版）（ロサンゼルス・レイカーズ）
- カルロス・アローヨ（オーランド・マジック）
- ダニエル・サンティアゴ（ミルウォーキー・バックス）
- ホセ・バレア（ダラス・マーベリックス）
- ホセ・オルティス（ユタ・ジャズ）
- ピーター・ラモス（ワシントン・ウィザーズ）
- ラモン・ラモス（ポートランド・トレイルブレイザーズ）

ボクシング選手
1970年代以降、多数の名世界王者を輩出している。伝統的にメキシコ人ボクサー（メキシコ系アメリカ人を含む）とライバル関係にあり、プエルトリコ出身のほとんどの有名選手は同階級のメキシコ系ボクサーと名勝負を残している。
- カルロス・オルチス（世界スーパーライト級、世界ライト級）- 1962年に東京で小坂照男の挑戦を受け5ラウンドKO勝利。ニューヨーク育ちのニューヨリカンでもある。
- ウィルフレド・ベニテス（WBAスーパーライト級、WBCウェルター級、WBCジュニアミドル級）- 史上最年少の17歳6か月で世界タイトルを獲得した典型的な天才ボクサー。
- エステバン・デ・ヘスス（WBCライト級）- ライト級時代のロベルト・デュランのライバルとして有名（1勝2敗）。WBCライト級タイトルは1976年にガッツ石松から獲得。
- ウイルフレド・ゴメス（WBCスーパーバンタム級、WBCフェザー級、WBAスーパーフェザー級）- "Bazooka"の愛称で知られる。WBCジュニアフェザー級タイトルは17連続KO (TKO) 防衛。
- カルロス・デ・レオン（WBCクルーザー級）
- エドウィン・ロサリオ（WBCライト級、WBAライト級、WBAスーパーライト級）
- ヘクター・カマチョ（WBCスーパーフェザー級、WBCライト級、WBOスーパーライト級）- スピードスタータイプでメキシコの英雄フリオ・セサール・チャベスと一時期人気を二分した。
- ウィルフレド・バスケス（WBAバンタム級、WBAスーパーバンタム級、WBAフェザー級）- 六車卓也、横田広明、葛西裕一、渡辺雄二との防衛戦で日本でもおなじみ。
- フェリックス・トリニダード（IBFウェルター級、WBCウェルター級、WBAスーパーウェルター級、IBFスーパーウェルター級、WBAミドル級）
- イヴァン・カルデロン（WBOミニフライ級）
- ミゲール・コット（WBOスーパーライト級、WBAウェルター級、WBOウェルター級、WBAスーパーウェルター級、WBCミドル級）
- ウィルフレド・バスケス・ジュニア（WBOスーパーバンタム級）
- ホセ・ペドラザ （IBFスーパーフェザー級）
- マックジョー・アローヨ（IBFスーパーフライ級）

サッカー選手
- エドゥアルド・オルドニェス - 元アトレティコ・マドリード
- ジェイソン・ヘルナンデス - プエルトリコ代表
- ザレク・ヴァレンティン - プエルトリコ代表
- エクトル・ラモス（英語版） - プエルトリコ代表
- アンドレス・カブレロ（英語版） - プエルトリコ代表

レスリング選手
- オーランド・コロン
- カルロス・コロン
- カーリー・コロン
- エディ・コロン

バレーボール選手
- ホセ・リベラ
- ビクトル・リベラ
- エクトル・ソト

俳優
- ベニチオ・デル・トロ - 代表作に『トラフィック』（スティーヴン・ソダーバーグ監督）がある。同作にて2001年米アカデミー賞助演男優賞を受賞。
- アマウリー・ノラスコ - 代表作に『プリズン・ブレイク』フェルナンド・スクレ役、『トランスフォーマー』などがある。
- エディス・ディアス（英語版） - マヤグエス出身で『天使にラブソングを』『天使にラブ・ソングを2』のシスター役で主に知られ、さまざまな舞台や映画等に出演している。また、映画俳優組合少数民族委員会の設立者の1人でもある。

軍人
- ラモン・コロン・ロペス - 第4代アメリカ統合参謀本部最先任下士官。アメリカ軍最高位の下士官の地位に就いた空軍兵士。

その他
- ゴールドブレット - 「ホロスターズEnglish-Armis」のvtuber。
- エミリオ・フロレス・マルケス - 世界最高齢男性
- エミリアーノ・メルカド・デル・トロ - 世界最高齢男性
- ラモナ・イグレシアス - 世界最高齢女性